# Velascoa recondita
Velascoa es un género monotípico de plantas con flores perteneciente a la familia Crossosomataceae. Su única especie: Velascoa recondita Calderón & Rzed., es originaria de México, en Querétaro en el Municipio de Landa a 6-7 km al noreste de Lagunita de San Diego a una altitud de 2400 metros.

## Taxonomía
Velascoa recondita fue descrita por Calderón & Rzed. y publicado en Acta Botánica Mexicana 39: 54–59, f. 1–2. 1997.